# Philippsthal (Werra)
Philippsthal (Werra) ist eine Marktgemeinde im osthessischen Landkreis Hersfeld-Rotenburg, direkt an der Landesgrenze zu Thüringen.

## Geographie

### Lage
Philippsthal liegt an der Werra. Die Ulster mündet zwischen dem Ort und dem Ortsteil Röhrigshof in die Werra.
Der tiefste Punkt liegt mit 212 m ü. NN in der Werraaue bei Harnrode. Der höchste Punkt liegt im Nordosten der Gemeindegemarkung auf etwa 445 m ü. NN Höhe, wo die Gemarkungsgrenzen von Philippsthal, Heringen und Vacha aufeinandertreffen.
Die nächsten größeren Städte sind Bad Hersfeld (etwa 25 km im Westen) und Eisenach (etwa 29 km im Nordosten).

### Nachbargemeinden
Philippsthal grenzt im Norden an die Stadt Heringen (im Landkreis Hersfeld-Rotenburg), im Osten an die Stadt Vacha, im Süden an die Gemeinden Unterbreizbach (beide im thüringischen Wartburgkreis) und Hohenroda sowie im Westen an die Gemeinde Friedewald (beide im Landkreis Hersfeld-Rotenburg).

### Gemeindegliederung
Die Gemeinde besteht aus den Ortsteilen Gethsemane, Harnrode, Heimboldshausen, Philippsthal, Röhrigshof, Unterneurode.

## Geschichte

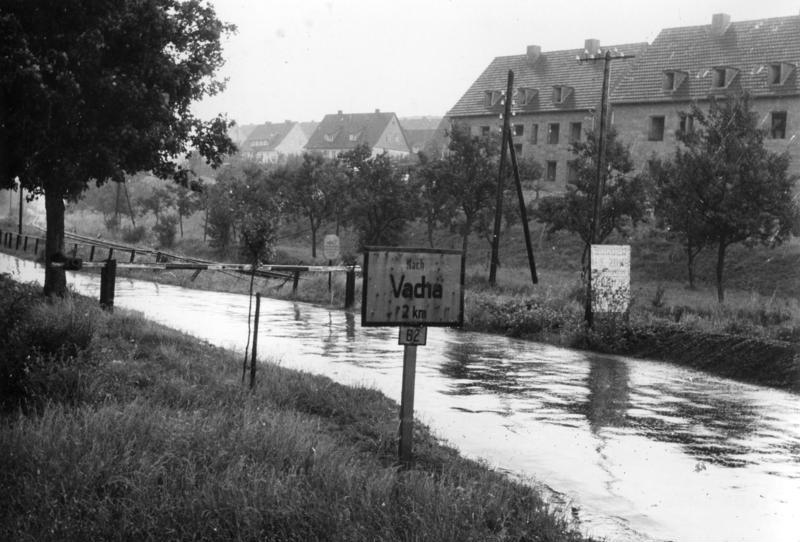
Innerdeutsche Grenze an der Bundesstraße 62 in Richtung Vacha, 1952

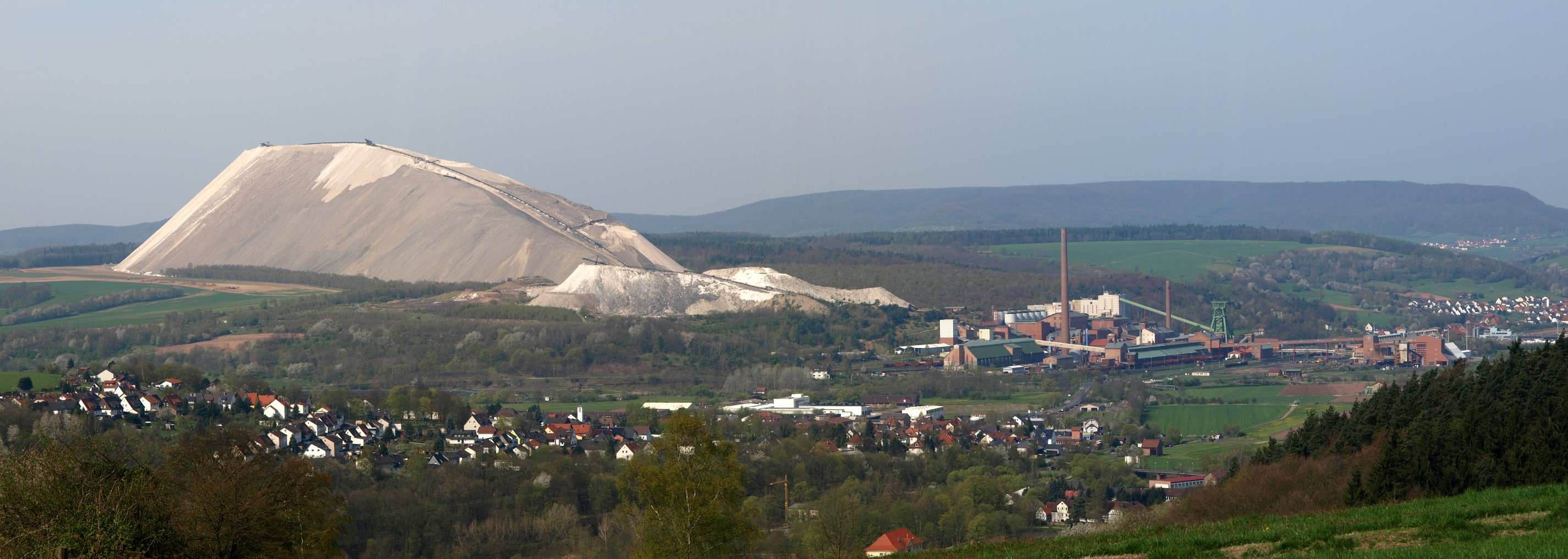
Kaliwerk mit Abraumhalde in Philippsthal (Werra)

Philippsthal wird im Jahre 1191 in einem Schutzbrief des Papstes Coelestin III. an die Abtei Hersfeld das erste Mal erwähnt. Die Abtei gründete in diesem Jahre ein Benediktinerinnenkloster und benannte es nach dem hier lebenden Rittergeschlecht der von Cruceburg. Nach diesen wurde dann auch die sich entwickelnde Ortschaft Kreuzberg genannt. Die überwiegend zum Kloster gehörende Flur und einige Besitzungen in der Umgebung wurden von einem Vogt verwaltet und daher in den Urkunden als Vogtei Kreuzberg bezeichnet.
Das Kloster wurde im Bauernkrieg 1525 zerstört und 1568 von den Nonnen aufgegeben. Erhalten ist noch die ehemalige Klosterkirche aus dem 12. Jahrhundert und in ihrem Inneren ein im einstigen Klostergarten gefundener spätromanischer Grabstein für einen Ritter aus dem Geschlecht der von Cruceburg. An der Stelle, an der das Kloster stand, ließ sich Landgraf Philipp von Hessen-Philippsthal (* 14. Dezember 1655, † 18. Juni 1721) im Jahre 1685 ein Schloss bauen, dem er den Namen Philippsthal gab. Dieser Name setzte sich Ende des 18. Jahrhunderts auch als Ortsname durch. Zum Schloss gehörte auch der Landschaftspark Weidenhain auf dem Hochufer der Werra, der sich bis 300 m westlich der Vachaer Werrabrücke erstreckte und mit seiner vielgerühmten Schankwirtschaft im frühen 19. Jahrhundert die bekannteste Sehenswürdigkeit des Ortes darstellte.
Nach dem Beginn des Bergbaus im Kaliwerk Hattorf im Jahre 1905 wurde aus dem Handwerker- und Weberdorf ein Industrieort.
Während der Kriegsjahre 1943 bis 1945 wurden zur Bestandssicherung mehrere Millionen Bände aus den Archivbeständen der Preußischen Staatsbibliothek zu Berlin in die Schachtanlagen von Hattorf ausgelagert. Am 10. Juni 1942 kam es an einem unbeschrankten Bahnübergang der Ulstertalbahn nahe dem Bahnhof Philippsthal Süd zu einem schweren Eisenbahnunfall, bei dem drei Menschen starben.
Während der Zeit der innerdeutschen Teilung gewann das Gebäude der ehemaligen Druckerei im Haus Hoßfeld Berühmtheit, weil die innerdeutsche Grenze mitten durch das Gebäude verlief. Erst 1976 wurde durch eine Grenzregelung zwischen der Bundesrepublik Deutschland und der Deutschen Demokratischen Republik das gesamte Grundstück der Bundesrepublik zugeteilt.
Im Juni 1953 wurde die Gemeinde von „Philippsthal a. W.“ in „Philippsthal (Werra)“ umbenannt. Am 1. Januar 1977 erhielt die Gemeinde den amtlichen Namen, den sie bis zur Gebietsreform trug: „Philippstal (Werra)“.
Die Gemeinde wurde in den 1990er Jahren überregional durch den Mord an Melanie und Karola Weimar von 1986 und die daraus resultierenden Strafprozesse bekannt.
Der Titel „Marktgemeinde“ wurde am 30. Mai 2001 an die Gemeinde verliehen.
Eingemeindungen
Am 1. August 1972 wurden im Zuge der Gebietsreform in Hessen die bisher selbständigen Gemeinden Gethsemane, Harnrode, Heimboldshausen, Philippsthal (Werra), Röhrigshof und Unterneurode zur neuen Gemeinde Philippsthal zusammengeschlossen.

## Politik

### Gemeindevertretung
Die Kommunalwahl am 14. März 2021 lieferte folgendes Ergebnis, in Vergleich gesetzt zu früheren Kommunalwahlen:
| Gemeindevertretung – Kommunalwahlen 2021                                                                                 | Gemeindevertretung – Kommunalwahlen 2021                     |
| --- | ------------------------------------------------------------ |
| Stimmenanteil in %Wahlbeteiligung 55,3 % 6050403020100 52,9 (+5,3)23,8 (−8,4)21,4 (+1,2)1,9 (n. k.) SPDFWGCDUFDP20162021 | SitzverteilungInsgesamt 23 Sitze - SPD: 12 - FWG: 6 - CDU: 5 |

| Parteien und Wählergemeinschaften | Parteien und Wählergemeinschaften           | % 2021 | Sitze 2021 | % 2016 | Sitze 2016 | % 2011 | Sitze 2011 | % 2006 | Sitze 2006 | % 2001 | Sitze 2001 |
| SPD                               | Sozialdemokratische Partei Deutschlands     | 52,9   | 12         | 47,6   | 11         | 50,7   | 12         | 45,5   | 10         | 52,7   | 12         |
| FWG                               | Freie Wahlgemeinschaft Philippsthal         | 23,8   | 6          | 32,2   | 7          | 28,4   | 6          | 34,7   | 8          | 27,9   | 6          |
| CDU                               | Christlich Demokratische Union Deutschlands | 21,4   | 5          | 20,2   | 5          | 20,9   | 5          | 19,8   | 5          | 19,5   | 5          |
| FDP                               | Freie Demokratische Partei                  | 1,9    | 0          | —      | —          | —      | —          | —      | —          | —      | —          |
| gesamt                            | gesamt                                      | 100,0  | 23         | 100,0  | 23         | 100,0  | 23         | 100,0  | 23         | 100,0  | 23         |
| Wahlbeteiligung in %              | Wahlbeteiligung in %                        | 55,3   | 55,3       | 54,7   | 54,7       | 52,7   | 52,7       | 56,2   | 56,2       | 63,0   | 63,0       |

### Bürgermeister
Nach der hessischen Kommunalverfassung wird der Bürgermeister für eine sechsjährige Amtszeit gewählt, seit dem Jahr 1993 in einer Direktwahl, und ist Vorsitzender des Gemeindevorstands, dem in der Marktgemeinde Philippsthal (Werra) neben dem Bürgermeister ehrenamtlich ein Erster Beigeordneter und acht weitere Beigeordnete angehören. Bürgermeister ist seit dem 1. Januar 2020 Timo Heusner (SPD). Er wurde als Nachfolger von Ralf Orth (SPD), der nach zwei Amtszeiten nicht wieder kandidiert hatte, am 26. Mai 2019 im ersten Wahlgang bei 54,6 Prozent Wahlbeteiligung mit 55,7 Prozent der Stimmen gewählt. Es folgte eine Wiederwahl ohne Gegenkandidaten im Juli 2025.
Amtszeiten der Bürgermeister
- 2020–2031 Timo Heusner (SPD)[14]
- 2008–2019 Ralf Orth (SPD)[15]
- 2002–2007 Hartwig Klotzbach
- 1978–2001 Fritz Schäfer (SPD) (1941–2021)[18]

### Wappen
| Wappen von Philippsthal | Blasonierung: „In Rot ein silberner Dreiberg, auf dessen Spitze ein silbernes Doppelkreuz. Vor dem Dreiberg ein Wappen in Blau mit rechtsgewendetem, golden gekröntem und golden bewehrtem, neun Mal von Silber und Rot geteiltem Löwen (Löwe von Hessen).“          |
| Wappen von Philippsthal | Das Hersfelder Doppelkreuz erinnert an das Kloster im Ort und die Abtei Hersfeld, die hier in den ersten Jahrhunderten bestimmender Faktor war. Der hessische Löwe steht für die Landgrafen von Hessen-Kassel, die im 16. Jahrhundert in den Besitz des Ortes kamen. |

### Partnergemeinden
Partnerschaftliche Beziehungen werden seit 1974 zu Salies-du-Salat (Région Midi Pyrénées, Département Haute-Garonne) in Frankreich und seit 1990 zu Vacha und Dorndorf in Thüringen gepflegt.

## Religionen und Konfessionen

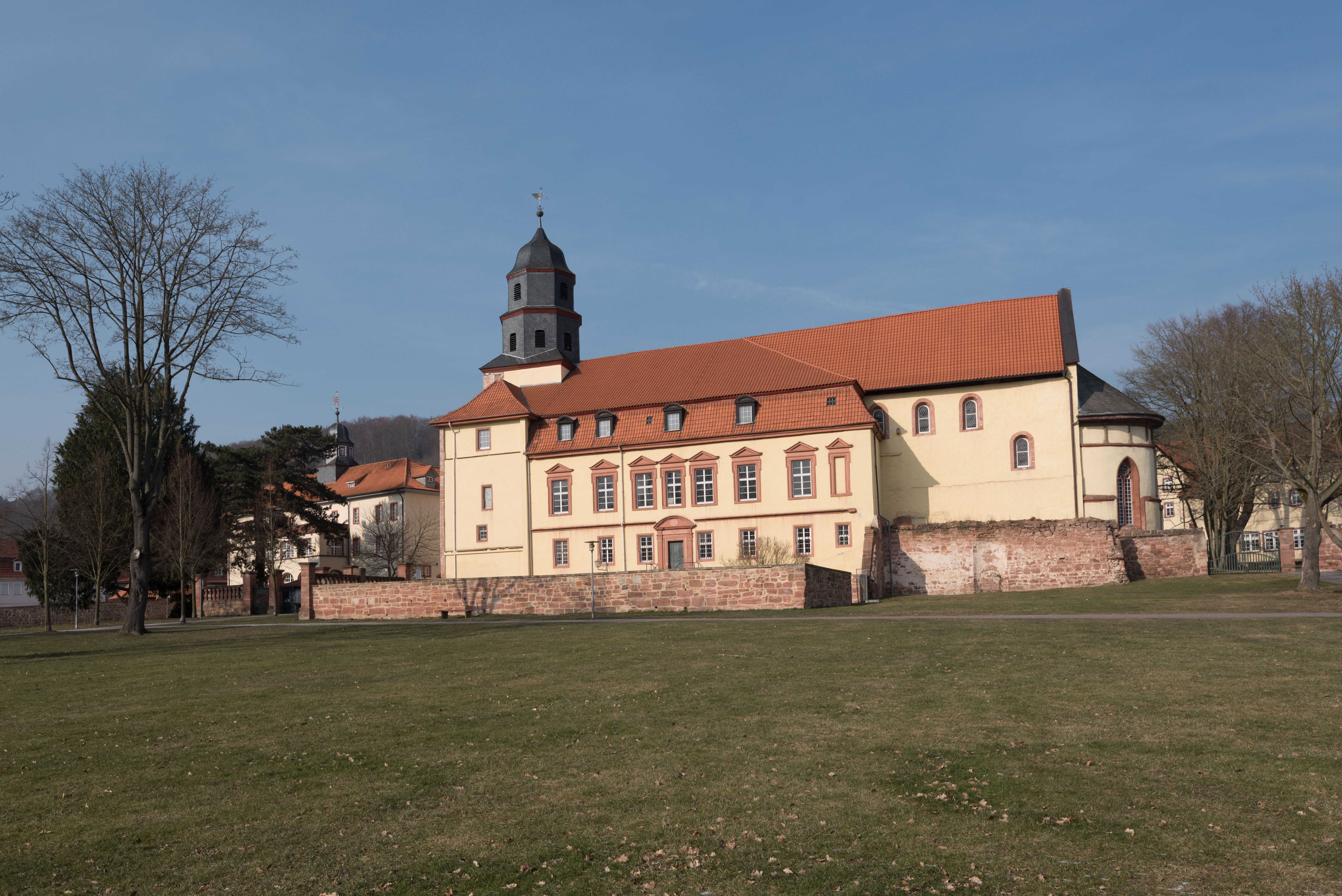
Evangelische Pfarrkirche Philippsthal

Das Gebiet der Marktgemeinde Philippsthal gehört heute zur Evangelischen Kirche Kurhessen-Waldeck  (Kirchenkreis Hersfeld) und dem weitgehend deckungsgleichen katholischen Bistum Fulda. Die Gemeinde ist mehrheitlich evangelisch.
Evangelisch:
Die evangelische Schloßkirche befindet sich in der Schloß 8, 36269 Philippsthal (Werra).
Katholisch:
Die katholische Filialkirche St. Maria in der Südstraße 6 wurde im Jahre 2023 profaniert. Sie gehörte zur Pfarrei St. Robert Heringen.

## Kultur und Sehenswürdigkeiten

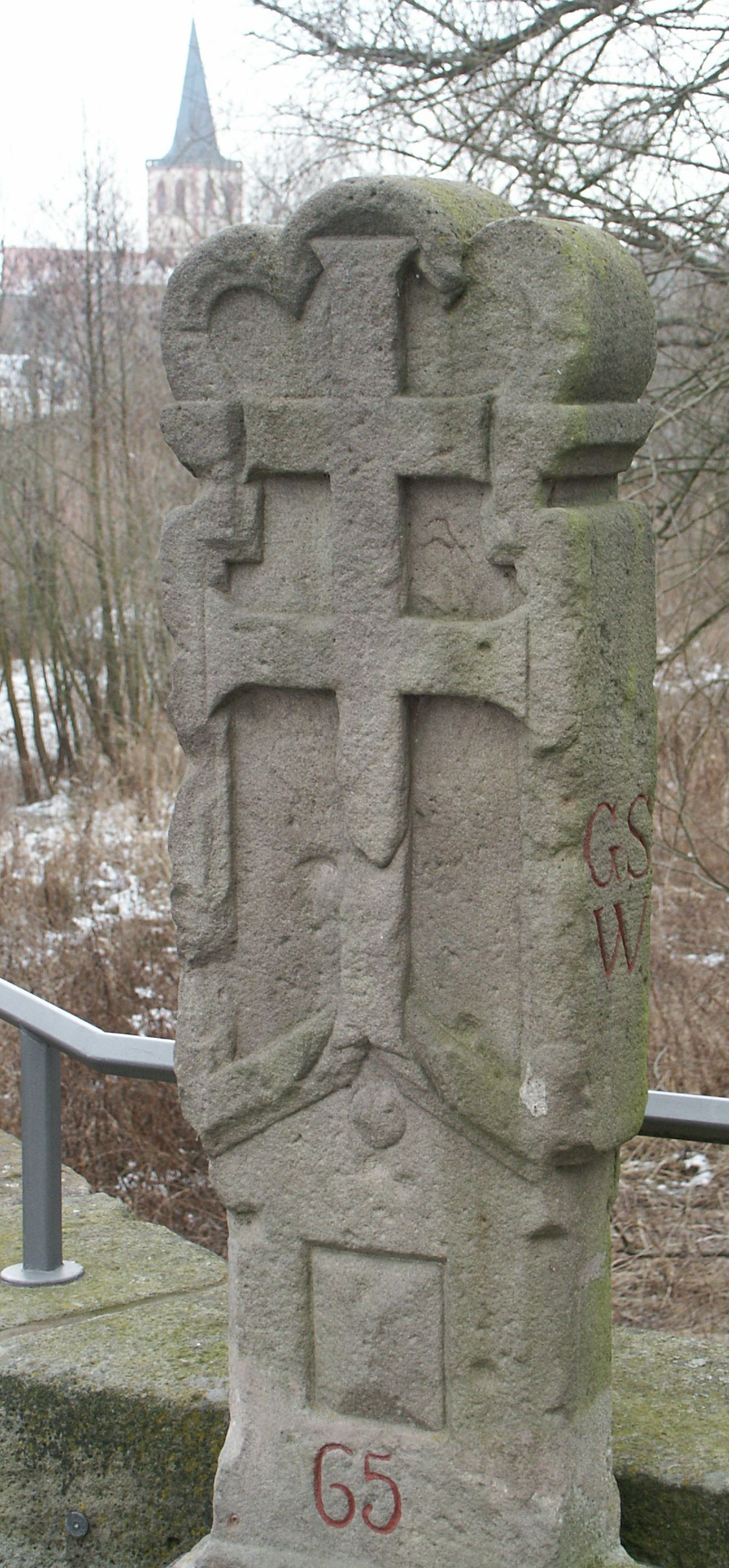
Grenzstein der Abtei Hersfeld an der alten Werrabrücke zwischen Philippsthal und Vacha

Für die unter Denkmalschutz stehenden Kulturdenkmale der Gemeinde siehe die Liste der Kulturdenkmäler in Philippsthal (Werra).

### Museen
- Grenzmuseum im Torbogenhaus

### Bauwerke
- Schloss Philippsthal
- Orangerie im Schlosspark
- dreischiffige Klosterkirche aus dem 12. Jahrhundert

## Wirtschaft und Infrastruktur

### Wirtschaftsunternehmen
- Kaliwerk Hattorf, Teil des Kaliwerks Werra der K+S-Gruppe[20]

### Verkehr
Auf der linken Seite der Werra führt die Bundesstraße 62 durch die Gemeinde.
Der öffentliche Personennahverkehr erfolgt durch die ÜWAG Bus GmbH mit der Linie 340. Der Personenverkehr auf der Hersfelder Kreisbahn und der Bahnstrecke Gerstungen–Vacha ist 1993 bzw. 1981 eingestellt worden. Lediglich der Güterverkehr zwischen Gerstungen und dem Kaliwerk Hattorf besteht noch.

### Rad- und Wanderwege
Durch das Stadtgebiet verlaufen folgende Radwanderwege:
- Der Bahnradweg Hessen führt von Hanau auf ehemaligen Bahntrassen circa 250 km durch den Vogelsberg und die Rhön und endet in Bad Hersfeld.
- Der Ulsterradweg ist Teil des Rhönradweges. Dieser hat eine Länge von insgesamt 180 km und führt von Bad Salzungen nach Hammelburg. Er verläuft von Thüringen aus über Hessen bis nach Bayern.
- Der Werratal-Radweg führt entlang der Werra und verbindet auf einer Länge von 290 km Thüringen, Hessen und Niedersachsen.
- Der Hessische Radfernweg R7 (Von der Lahn zur Werra) führt über 215 km durch das Lahntal, den Vogelsberg und das Fuldatal.

## Persönlichkeiten
- Franz von Hessen-Philippsthal (1805–1861), Prinz von Hessen-Philippsthal und Baron von Falkener
- Hermann Lindemann (1910–2002), Fußballspieler und -trainer